# Clasificación de Concacaf para la Copa Mundial de Fútbol de 2014 - Primera ronda
Resultados de Concacaf de la primera ronda clasificatoria a la Copa Mundial de Fútbol de 2014.

## Formato
La ronda contó con la participación de las 10 selecciones nacionales de Concacaf con la clasificación más baja de FIFA las que fueron emparejadas en cinco enfrentamientos de eliminación directa.
Los partidos fueron originalmente calendarizados para jugarse el 3 de junio de 2011 (los partidos de ida) y el 7 de junio de 2011 (los de vuelta), pero fueron pospuestos para jugarse en el mes de julio, en la que los vencedores avanzaron a la segunda ronda clasificatoria.

## Participantes
| - Belice - República Dominicana - Islas Vírgenes Británicas - Santa Lucía - Islas Turcas y Caicos | - Bahamas - Aruba - Islas Vírgenes de los Estados Unidos - Anguila - Montserrat |

## Resultados
| Equipo 1              | Agr.                 | Equipo 2             | Ida | Vuelta |
| --------------------- | -------------------- | -------------------- | --- | ------ |
| Montserrat            | 3–8                  | Belice               | 2–5 | 1–3    |
| Anguila               | 0–6                  | República Dominicana | 0–2 | 0–4    |
| Islas Vírgenes USA    | 4–1                  | Islas Vírgenes GB    | 2–0 | 2–1    |
| Aruba                 | 6–6 (t. s.) (4-5 p.) | Santa Lucía          | 4–2 | 2–4    |
| Islas Turcas y Caicos | 0–10                 | Bahamas              | 0–4 | 0–6    |

| 15 de junio de 2011 | Montserrat      | 2–5     | Belice                                         | Ato Boldon Stadium, Couva, Trinidad and Tobago         |                                                        |
|                     | Hodgson 44' 86' | Reporte | McCaulay 24' 75' 83' · Róches 50' · Kuylen 53' | Asistencia: 100 espectadores Árbitro(s): Bryan Willett | Asistencia: 100 espectadores Árbitro(s): Bryan Willett |

| 17 de julio de 2011 | Belice                                  | 3–1 (Global 8-3) | Montserrat  | Estadio Olímpico, San Pedro Sula, Honduras           |                                                      |
|                     | Jiménez 23' · McCaulay 59' · Méndez 61' | Reporte          | Hodgson 58' | Asistencia: 150 espectadores Árbitro(s): Oscar Reyna | Asistencia: 150 espectadores Árbitro(s): Oscar Reyna |

| 8 de julio de 2011 | Anguila | 0–2     | República Dominicana  | Estadio Panamericano, San Cristóbal, República Dominicana |                                                       |
|                    |         | Reporte | Peralta 7' · Faña 42' | Asistencia: 1000 espectadores Árbitro(s): Neal Brizan     | Asistencia: 1000 espectadores Árbitro(s): Neal Brizan |

| 10 de julio de 2011 | República Dominicana                     | 4–0 (Global 6-0) | Anguila | Estadio Panamericano, San Cristóbal                   |                                                       |
|                     | Navarro 18' 42' · Sánchez 27' · Faña 58' | Reporte          |         | Asistencia: 1500 espectadores Árbitro(s): Marcos Brea | Asistencia: 1500 espectadores Árbitro(s): Marcos Brea |

| 3 de julio de 2011 | Islas Vírgenes de los Estados Unidos | 2–0     | Islas Vírgenes Británicas | Lionel Roberts Park, Charlotte Amalie                     |                                                           |
|                    | Lesmond 7' · Klopp 57'               | Reporte |                           | Asistencia: 350 espectadores Árbitro(s): Mauricio Navarro | Asistencia: 350 espectadores Árbitro(s): Mauricio Navarro |

| 10 de julio de 2011 | Islas Vírgenes Británicas | 1–2 (Global 4-1) | Islas Vírgenes de los Estados Unidos | Sherly Ground, Road Town                                |                                                         |
|                     | Peters 38'                | Reporte          | Thomas 2' · Klopp 90+3'              | Asistencia: 600 espectadores Árbitro(s): Kevin Morrison | Asistencia: 600 espectadores Árbitro(s): Kevin Morrison |

| 8 de julio de 2011 | Aruba                                                           | 4–2     | Santa Lucía             | Trinidad Stadium, Oranjestad                          |                                                       |
|                    | Santos de Gouveia 13' · Escalona 48' · Gómez 76' · D. Abdul 85' | Reporte | Edward 20' · Valcin 46' | Asistencia: 300 espectadores Árbitro(s): Nolan Foster | Asistencia: 300 espectadores Árbitro(s): Nolan Foster |

| 12 de julio de 2011 | Santa Lucía                                     | 4–2 (t. s.)(5–4 p.)(Global 6-6 (5-4 p) | Aruba                                      | Mindoo Philip Park, Castries                               |                                                            |
|                     | J. Joseph 14' 29' 71' · Frederick 74'           | Reporte                                | Gomez 44' · Barradas 76'                   | Asistencia: 500 espectadores Árbitro(s): Stanley Lancaster | Asistencia: 500 espectadores Árbitro(s): Stanley Lancaster |
|                     |                                                 | Tiros desde el punto penal             |                                            |                                                            |                                                            |
|                     | Pierre · Justin · Frederick · Edward · Williams |                                        | Bergen · Baten · Barradas · Gomez · Cruden |                                                            |                                                            |

| 2 de julio de 2011 | Islas Turcas y Caicos | 0–4     | Bahamas                                        | National Stadium, Providenciales                    |                                                     |
|                    |                       | Reporte | Jean 32' 61' · Hepple 36' (pen.) · Louis 90+2' | Asistencia: 1021 espectadores Árbitro(s): Hugo Cruz | Asistencia: 1021 espectadores Árbitro(s): Hugo Cruz |

| 9 de julio de 2011 | Bahamas                                          | 6–0 (Global 10-0) | Islas Turcas y Caicos | Roscow A. L. Davies Soccer Field, Nasáu                 |                                                         |
|                    | Gibson 4' (a.g.) · St. Fleur 17' 64' 73' 84' 90' | Reporte           |                       | Asistencia: 1600 espectadores Árbitro(s): Javier Santos | Asistencia: 1600 espectadores Árbitro(s): Javier Santos |